# Old school (tatouage)
Pour les articles homonymes, voir Old school.

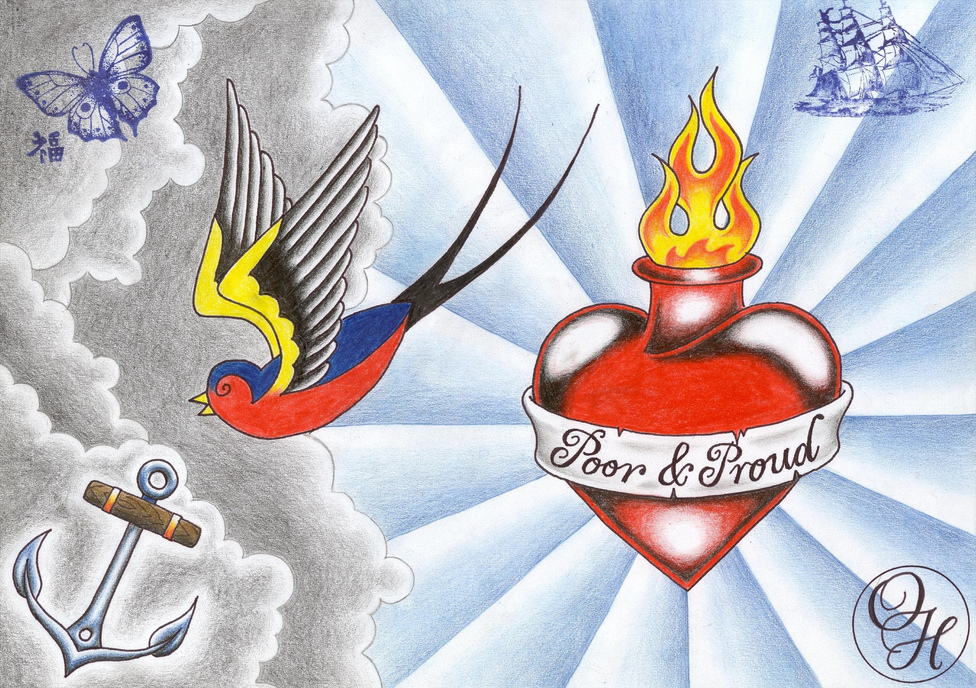
Tatouage old school.

L'Old school (« ancienne école ») est un style de tatouage occidental avec des contours noirs larges et une palette de couleurs limitée.